# Румінце
Румінце (словац. Rumince, угор. Runya) — село, громада в окрузі Рімавска Собота, Банськобистрицький край, Словаччина. Кадастрова площа громади — 12,05 км². Населення — 369 осіб (за оцінкою на 31 грудня 2017 р.).
Знаходиться за ~20 км на схід від адмінцентра округу міста Рімавска Собота і за ~5 км на південь від м. Торналя.

## Історія
Перша згадка 1266 року як Runya..
1938–44 рр — під окупацією Угорщини.

## Географія
Протікає річка Лучка.

## Транспорт
Автошлях (Cesty III. triedy) 2805.

## Населення
| Рік:            | 1994. | 2004.   | 2014.   | 2024.   |
| --------------- | ----- | ------- | ------- | ------- |
| Кількість осіб: | 428   | 407     | 367     | 347     |
| Різниця:        |       | -4,90 % | -9,82 % | -5,44 % |

| Рік:            | 2023. | 2024.   |
| --------------- | ----- | ------- |
| Кількість осіб: | 350   | 347     |
| Різниця:        |       | -0,85 % |